# Richard Lietz
Pour les articles homonymes, voir Lietz.
Richard Lietz est un pilote automobile autrichien né le 17 décembre 1983.
Le 28 mai 2011, lors de la quatrième course de la saison du championnat VLN, la victoire est revenue à la Porsche 911 GT3 R Hybrid conduite par Marco Holzer, Patrick Long et Richard Lietz. Il s'agit de la première victoire d'une voiture hybride dans une compétition automobile d'importance.

## Carrière automobile
- 2000 : Formule BMW junior, 6e
- 2001 : Formule BMW ADAC, 6e (1 victoire)
- 2002 : Championnat d'Allemagne de Formule 3, non classé
- 2003 : Formule 3 Euro Series, 18e
- 2004 : Porsche Carrera Cup Allemagne, 4e
- 2005 : Porsche Carrera Cup Allemagne, 3e
  - Porsche Supercup, 5e (1 victoire)
  - 24 heures du Mans (catégorie GT), 2e
- 2006 : Porsche Carrera Cup Allemagne, 4e (1 victoire)
  - Porsche Supercup, 2e (3 victoires)
- 2007 : Champion en International GT Open
  - Vainqueur des 24 heures du Mans dans la catégorie GT2
- 2008 : Championnat International GT Open, 2e (5 victoires)
- 2009 : Champion Le Mans series dans la catégorie GT2
- 2010 : Champion Le Mans series et vainqueur des 24 Heures du Mans dans la catégorie GT2
- 2012 : Vainqueur des 24 Heures de Daytona dans la catégorie GT
- 2015 : Vainqueur du Petit Le Mans
- Champion GTE WEC 2015
- 2018 : Vainqueur des 24 Heures du Nürburgring
- 2019 : Vainqueur des 24 Heures de Spa
- 2024 : Vainqueur des 24 Heures du Mans dans la catégorie LMGT3